# Henry Le Bœuf
Pour les articles homonymes, voir Henry et Le Bœuf.
Henry Le Bœuf, né à Schaerbeek le 23 avril 1874 et mort à Forest le 29 janvier 1935, est un juriste, banquier, mécène, critique musical et personnalité du monde musical belge.

## Biographie
Henry Le Bœuf, né à Schaerbeek le 23 avril 1874, est le fils de Paul Le Boeuf, inspecteur général au ministère des Finances, et de Julie Vanderghem. Le 8 mai 1900, Henry Le Boeuf épouse Louise Thys, fille du général Albert Thys, bras droit de Léopold II et personnalité majeure de l'État indépendant du Congo puis du Congo belge. Sa petite-fille Christine est cofondatrice, avec son mari Hubert Nyssen, des éditions Actes Sud où elle est aussi traductrice.
Il fait ses études secondaires à l'école moyenne de Schaerbeek et poursuit avec des études universitaires à l'université libre de Bruxelles dont il obtient un diplôme de docteur en droit en 1898. 
À la sortie des études, il entre immédiatement au sein du groupe bancaire Empain où il est d’abord secrétaire. 
Après son mariage avec Louise Thys en 1900, Il quitte le groupe Empain et s'associe à son beau-père, Albert Thys. Il débute à la direction des « Magasins Généraux du Congo ». En 1901, il participe à la fondation du Crédit foncier d'Extrême-Orient dont il est pendant de nombreuses années administrateur délégué. En 1909, il est nommé administrateur de la Compagnie du Congo pour le Commerce et l'Industrie (en) (C. C. C. I.) et, deux ans plus tard, de la Banque d'outre-mer et de la Compagnie maritime belge du Congo. Il contribue ainsi activement à l'essor des affaires maritimes belges. Après la Première Guerre mondiale, Henry Le Bœuf participe notamment au développement du port de Matadi. Il est nommé administrateur délégué de la Compagnie Immobilière du Congo dès sa fondation en 1928. Après que la Banque d'outre-mer ait fusionné en 1928 avec la Société générale de Belgique, Henry Le Bœuf devint membre de son conseil de direction ainsi que président de ce groupe financier belge.
Henry Le Bœuf occupe le château de son beau-père à Dalhem et il a contribué à l'embellissement de cette localité par diverses interventions urbanistiques toujours visibles de nos jours : modifications de maisons et ruines médiévales, restauration de l'hôtel de ville (plaque commémorative scellée dans le pignon), construction de résidences pour artistes et musiciens en particulier, pavement de diverses rues, pavillon de chasse.
Il est inhumé à Dalhem.

## Le mélomane
Intéressé par la musique et le monde musical, il avait sous le pseudonyme de Henry Lebroussart, une activité de critique musical dans la revue L'Art moderne d'Octave Maus et dans L'Indépendance belge. 
Après 1918, il organise les Concerts populaires de Bruxelles. Soutenu par la reine Élisabeth et par Adolphe Max, bourgmestre de Bruxelles, il se fait le promoteur et participe au financement de la construction du Palais des Beaux-Arts de Bruxelles. Après un refus par le gouvernement du premier projet proposé par Victor Horta, Henri Le Bœuf et Adolphe Max créent la « société Palais des Beaux-arts » qui se charge de la gestion du projet, la ville de Bruxelles fournissant le terrain et l'état belge garantissant les emprunts. Le Palais des beaux-arts est ainsi inauguré en 1928. Il en devient l'administrateur délégué.

## Hommages et distinctions
La grande salle de concert du Palais des Beaux-Arts de Bruxelles porte son nom.
Le compositeur français Albert Roussel a dédié son Quatuor à cordes en ré majeur, opus 45 à Henry Le Bœuf.
Il a été fait commandeur de l'ordre de la Couronne par le roi Albert Ier.